# Wusterhang und Beierwies bei Fechingen
Das Naturschutzgebiet Wusterhang und Beierwies bei Fechingen liegt im Regionalverband Saarbrücken im Saarland.

## Beschreibung
Das 11,06 ha große Gebiet, das im Jahr 2016 unter Naturschutz gestellt wurde, befindet sich auf dem Gebiet der Stadt Saarbrücken in der Gemarkung von Fechingen. Es liegt südwestlich des Flughafens Saarbrücken und nordöstlich von Fechingen und wird im Süden begrenzt durch die Flughafenstraße (L 108).

## Schutzzweck
Schutzzweck des Naturschutzgebiets Wusterhang und Beierwies bei Fechingen ist die Erhaltung der dort vorhandenen Lebensraumtypen, insbesondere Pfeifengraswiesen, Magerwiesen mit Wiesen-Fuchsschwanz und Großem Wiesenknopf, Waldmeister-Buchenwald und Mitteleuropäischer Orchideen-Kalk-Buchenwald. In diesem Gebiet sollen der Große Feuerfalter sowie seltene und gefährdete Pflanzenarten wie Gewöhnlicher Fransenenzian und verschiedene Knabenkräuter geschützt werden.